# П'єр-Жозеф-Олів'є Шово
П'єр-Жозе́ф-Олів'є́ Шово́́ (фр. Pierre-Joseph-Olivier Chauveau, *30 травня 1820 — †4 квітня 1890, народився і помер у місті Квебек) квебекський і канадський політик, перший прем'єр-міністр провінції Квебек після утворення Канадської конфедерації (1867). Залишив цю посаду у 1873 році, оскільки став членом Сенату (верхньої палати федерального парламенту Канади). Був сенатором до 8 січня 1874.
Активний член Синьої партії Нижньої Канади і перший шеф її наступниці — Консервативної партії Квебеку (1867). Шово також мав великий інтерес до освіти. З 1855 по 1867 рік він був суперінтендантом Бюро освіти Східної Канади (так називали Нижню Канаду в провінції Канада) і відповідав за низку нововведень в освіті. Після завершення політичної кар'єри він обіймав різні посади, в тому числі був деканом юридичного факультету Університету Лаваля.

## Громадська і політична діяльність
Один з засновників Товариства Святого Івана Хрестителя (Société Saint-Jean-Baptiste de Québec, національна організація франко-канадців) — 1842 рік.
Один з засновників Канадського товариства літературних та наукових досліджень (Société canadienne d'études littéraires et scientifiques) — 1843 рік.
Обраний депутатом парламенту Провінції Канада від Квебекського виборчого округу (circonscription de Québec) — 1844. Переобраний у 1848, 1851 та 1854 роках.
Президент літературного та історичного товариства Квебеку (Société littéraire et historique de Québec) — 1843.
Президент Канадського інституту міста Квебек (Institut canadien de Québec) — 1851—1852.
Віце-президент Асоціації Квебекської бібліотеки (Association de la bibliothèque de Québec) — 1851—1852.
Президент Комісії Квебекської гавані (Commission du havre de Québec) — 1876.
Президент Королевського товариства Канади (Société royale du Canada).
Під час Повстання Патріотів, співчував революціонерам і опублікував кілька віршів на їхню честь у газеті «Ле Канадьєн» (le Canadien), але участі у збройній боротьбі не брав.

## Колекція Шово
Шово був відомим бібліофілом. Він зібрав колекцію старовинних і рідкісних книжок, найстарша з яких — XV століття. Після його смерті, Колекція Шово зберігається у бібліотеці Національної асамблеї Квебеку.